# Terminalia glabrescens
Terminalia glabrescens är en tvåhjärtbladig växtart som beskrevs av Carl Friedrich Philipp von Martius. Terminalia glabrescens ingår i släktet Terminalia och familjen Combretaceae. Inga underarter finns listade i Catalogue of Life.